# Всеобщие выборы в Эфиопии (2005)
Всеобщие выборы в Эфиопии 2005 года состоялись 15 мая и стали третьими по счёту многопартийными выборами в истории страны. В этот день были избраны члены Палаты народных представителей, нижней палаты Федеральной парламентской ассамблеи, и депутаты ассамблей четырёх регионов.
Под давлением международного сообщества премьер-министр Мелес Зенауи пообещал, что эти выборы станут доказательством демократизации Эфиопии. Наблюдение за выборами осуществляли наблюдатели из Европейского союза и американского Центра Картера. В голосовании приняли участие около 90 % зарегистрированных избирателей. В течение всего избирательного периода действовал государственный запрет на протесты.
Результатом выборов стала победа правящей партии Революционно-демократического фронта эфиопских народов (РДФЭН), которая завоевала 327 мест в нижней палате эфиопского парламента из 547 (59,78 %).

## Кампания
Наблюдатели ЕС отметили «значительно расширенные свободы политической кампании по сравнению с предыдущими выборами». Политические партии активно участвовали в кампании, и оппозиционные партии активнее проявляли себя в сельских районах. Миссия наблюдателей описала атмосферу во время кампании как спокойную, «кульминацией которой стали два массовых мирных митинга в Аддис-Абебе, один — РДФЭН, а другой — оппозиции».
Несмотря на это, оппозиционные партии заявили о многочисленных случаях запугивания и арестах своих сторонников. Хотя наблюдатели ЕС не могли проверить все предполагаемые случаи, они подтвердили те, которые были расследованы. Международные правозащитные организации также каталогизировали ряд случаев нарушений прав человека. Однако наблюдатели ЕС в своем заключительном докладе писали, что они «не зафиксировали арестов сторонников РДФЭН в связи с нарушениями в ходе избирательной кампании.
К завершению кампании язык её участников стал более порочным, и каждая сторона обвиняла другую в многочисленных нарушениях правил агитации. «Риторика кампании стала оскорбительной», — отметили в своём докладе наблюдатели ЕС, а затем продолжили:
«Самый экстремальный пример этого — вице-премьер-министр Аддысу Легэсэ, который в ходе публичных дебатов 15 апреля сравнил оппозиционные партии с ополченцами „Интерахамве“, которые совершили геноцид в Руанде в 1994 году. Премьер-министр сделал такое же сравнение 5 мая в отношении КЕД. РДФЭН делал те же ассоциации во время своих бесплатных эфиров по радио и телевидению. Затем оппозиционная коалиция ОЭДС использовала сравнение с правительством в телевизионном ролике, включившем кадры из фильма „Hotel Rwanda“. Такая риторика неприемлема на демократических выборах».

## Предварительные результаты
Предварительные результаты показали уверенное лидерство оппозиции в столице Аддис-Абебе как в гонке за парламентские, так и региональные мандаты. К полудню 16 мая оппозиция заявила, что находится на полпути к большинству в национальном парламенте, при том, что только около трети избирательных округов сообщили окончательные результаты. Позже в тот же день правящий Революционно-демократический фронт эфиопских народов (РДФЭН) объявил о том, что выиграл больше 317 мест из 547, подтвердив, что оппозиционные партии выиграл все 23 мандата в столице. Две крупнейшие оппозиционные партии, Коалиция за единство и демократию (КЕД) и Объединенные эфиопские демократические силы (ОЭДС) заявили в тот же день, что выиграли 185 мест из примерно 200, для которых Национальный избирательный совет Эфиопии (NEBE) опубликовал предварительные результаты. Это было значительное улучшение по сравнению с 12 местами, которые оппозиция имела в предыдущем парламенте.
По закону NEBE должен был объявить официальные результаты 8 июня. Тем не менее, процесс подсчёта голосов был поставлен под угрозу, когда оппозиция заявила, что голосование в Аддис-Абебе было сфальсифицировано, а вечером 16 мая премьер-министр объявил чрезвычайное положение, объявив вне закона любые публичные собрания, и взял на себя непосредственное командование силами безопасности, заменив столичную полицию федеральной и подразделениями специального назначения эфиопской армии. Одновременно NEBE принял решение о завершении процесса подсчёта голосов, против которого решительно возразили оппозиция и независимые наблюдатели за выборами.
В следующем официальном отчёте NEBE, опубликованном 27 мая, было показано, что РДФЭН завоевал 209 мест в парламенте, а его союзники ещё 12. В докладе указывается, что оппозиционные партии выиграли 142 места. «Эти результаты являются предварительными, и эти результаты могут измениться, потому что мы рассматриваем жалобы некоторых сторон», — сказал представитель NEBE Гэтэхун Амогнэ.

## Официальные результаты
8 июля NEBE опубликовал первые официальные результаты голосования для 307 из 547 мандатов национального парламенто. Из 307 мест РДФЭН выиграл 139, а КЕД и ОЭДС — 93 и 42 соответственно. Остальные 33 места заняли другие партии и независимые кандидаты. Одновременно, совет расследовал мошенничества с голосованием и другие нарушения, а также организовывал повторные голосования для разрешения некоторых споров. Тем не менее, 20 июля вице-председатель КЕД Берхану Нега заявил, что «Процесс расследования был полным провалом. Наши представители и свидетели подвергались преследованиям, угрозам, арестам и убийствам по возвращении со слушаний».
9 августа были опубликованы официальные результаты, согласно которым правящий РДФЭН выиграл 296 из 524 мест — около 56%, что позволило ему вновь сформировать правительство, союзники фронта завоевали 22 места. Крупнейшие оппозиционные партии, Коалиция за единство и демократию (КЕД) и Объединенные эфиопские демократические силы (ОЭДС), выиграли 109 и 52 места соответственн. Берхану заявил, что его партия обсуждает вопрос, надо ли они оспаривать результаты в суде. Повторные выборы были назначены на 21 августа в 31 районе, где либо были зарегистрированы нарушения либо были оспорены результаты.
Оппозиционные партии решили бойкотировать повторные выборы 21 августа в Сомали. КЕД отозвал 10 из 17 кандидатов, которые выставил в сомалийском регионе, в то время как Западносомалийская демократическая партия, Сомалийский альянс демократических сил и Демократическое движение народов Дель-Вабе, которые планировали направить 43 кандидата в Федеральную парламентскую ассамблею и 273 кандидата в региональный парламент, также объявили, что будут бойкотировать эти выборы.
5 сентября NEBE опубликовал окончательные результаты, по которым РДФЭН сохранила контроль над правительством, завоевав 327 мест, или 60 % парламентских мандатов. Оппозиционные партии выиграли 174 места, или 32 % мандатов.

### Палата народных представителей
| Партия                                                         | Лидер            | Мандаты | +/–   | %     |
| Революционно-демократический фронт эфиопских народов           | Мелес Зенауи     | 327     | ▼172  | 59,78 |
| Коалиция за единство и демократию                              | Биртукан Мидексу | 82      | ▼21   | 15,0  |
| Объединённые эфиопские демократические силы                    | Бейене Петрос    | 43      | новая | 7,86  |
| Демократическая партия народов Эфиопского Сомали               |                  | 24      | н/д   | 4,39  |
| Демократический фронт единства народов Бенишангуль-Гумуза      |                  | 8       | н/д   | 1,75  |
| Афарская национально-демократическая партия                    |                  | 8       | н/д   | 1,75  |
| Демократическое движение народов Гамбелы                       |                  | 3       | н/д   | 0,55  |
| Демократическая организация народа аргобба                     |                  | 1       | н/д   | 0,18  |
| Харарская национальная лига                                    |                  | 1       | н/д   | 0,18  |
| Организация демократического единства народов Шеко и Мезенгера |                  | 1       | н/д   | 0,18  |
| Независимые                                                    |                  | 1       | н\д   | 0,18  |
| Всего                                                          |                  | 547     | 0     | 100   |

1. ↑  Объединял Народный фронт освобождения Тыграй, Демократическую партию Оромо, Амхарское национальное демократическое движение[англ.] и Демократическое движение народов Южной Эфиопии
2. ↑  Объединяла Эфиопскую демократическую лигу, Всеэфиопскую партию единства[англ.], Эфиопскую демократическую партию[англ.] и Движение за демократию и социальную справедливость: Радуга Эфиопии
3. ↑  Объединяли Национальный конгресс Оромо[англ.], Эфиопскую социал-демократическую федеральную партию, Демократическую коалицию народов Южной Эфиопии, Всеамхарскую народную организацию и Эфиопскую партию демократического единства[англ.]

## Протесты
Акции протеста с требованием пересмотреть итоги выборов, организованные Коалицией за единство и демократию, начались 1 ноября 2005 года. В результате было арестовано более 60 000 человек. Так, правительственные силы убили не менее 42 протестующих и свидетелей. Также были убиты несколько полицейских, выступивших против насилия со стороне государства.
18 октября 2006 года агентство Associated Press (AP) опубликовало проект отчёта о расследовании беспорядков, связанных с выборами в Эфиопии 2005 года. В нём делался вывод о том, что в общей сложности были убиты 199 человек, в том числе, 193 гражданских лица и шесть полицейских, ещё 763 получили ранения, что значительно больше, чем утверждение правительства Эфиопии о том, что было убито 68 человек, из них семеро полицейских. Заместитель председателя следственной группы, судья Вольдэ-Майкл Мешеша, бежавший из Эфиопии за месяц до того, как получил анонимные угрозы убийством, рассказал AP, что «это было массовое убийство … эти демонстранты были невооружены, но большинство погибло от выстрелов в голову». Он также добавил, что правительство попыталось оказать давление и запугать участников расследования, узнав о его противоречивых выводах. Эфиопское правительство не сразу прокомментировало просочившийся отчёт, но на следующий день через BBC сообщило, что его содержание было «слухами». Главный наблюдатель Европейского союза на выборах Ана Мария Гомес заявила, что проект доклада «только подтверждает то, что мы сказали в нашем отчёте о выборах», и «что действительно были массовые нарушения прав человека».